# 生态箱 (电影)
《生态箱》（英語：Vivarium）是一部 2019 年的科幻恐怖电影，由罗根·费纳根执导，改编自 Finnegan 和 Garret Shanley 的故事。这部电影由爱尔兰、丹麦和比利时联合制作，由伊莫珍·波茨和杰西·艾森伯格主演。它于2019年5月18日在戛纳电影节上首映，并于2020年3月27日在爱尔兰由Vertigo Releasing发行。这部电影讲述了一对夫妇在等待从一个看似完美却没有出路的小区获释时被迫照顾一个孩子的故事。

## 演员
- 伊莫珍·波茨 饰 蓋瑪
- 杰西·艾森伯格 饰 湯姆
- 乔纳森·阿里斯 饰 馬丁
- 丹妮尔·瑞恩 饰 母親
- 乔森·阿尔当斯 饰 警察

## 上映
生态箱於2019年5月18日在戛纳电影节首映。 它于 2020 年 3 月 27 日在美国、英国和爱尔兰上映，同日限量影院上映和视频点播。

## 外部连结
- Official website，存档于（存檔日期 August 4, 2020）
- 互联网电影数据库（IMDb）上《生态箱》的资料（英文）
- 豆瓣电影上《生态箱》的資料 （简体中文）